# Boda kyrka, Värmland
Boda kyrka är en kyrkobyggnad något norr om Högboda i Kils kommun i Värmland. Den är församlingskyrka i Boda församling i Karlstads stift.

## Kyrkobyggnaden
Föregående kyrka på platsen var av trä och uppfördes 1616. Denna ersattes av nuvarande stenkyrka som uppfördes 1674 på samma plats. 1730–1734 förlängdes långhuset åt väster och kyrktornet uppfördes. 1740 fick kyrkan sin nuvarande planform när en sakristia med välvd stenkällare byggdes till i nordost. Nuvarande höga innertak av trä byggdes 1788. Under 1860-talet fördes diskussioner om att bygga en ny kyrka, men man beslöt sig för att renovera den befintliga kyrkan. Renoveringen ägde rum 1886–1898. Då tillkom nytt trägolv, nya bänkar, nya dörrar och ny altarring. Kyrkorummet målades i vitt och guld och ny värmeugn tillkom. En genomgripande restaurering genomfördes 1936 för att skapa en mer tidsenlig interiör. På altaruppsats, predikstol och läktarbarriär togs de gamla färgerna fram. Vapenhus och sakristia byggdes om och torngrunden förstärktes.

## Inventarier
- Vid korets södra sida står en dopfunt i grön kolmårdsmarmor, tillverkad 1945 av skulptören Aron Sandberg efter ritning av arkitekt Paul Boberg. Funten har en rund cuppa som är odekorerad. Cuppan vilar på en hög fyrsidig fot som är dekorerad med motiven: "Bebådelsen" (Lukas 1:26-37), "Jungfru Maria med Jesusbarnet" (Matteus 2:11), "Den gode herden" (Johannes 10:11-16) och "Låt barnen komma till mig" (Lukas 18:15-17).
- En äldre dopfunt i mörkt trä är från 1804. Den har en skuren dekor och består av fyrkantig fot, runt skaft, rund cuppa och lock.
- Predikstolen är från 1600-talet och har tidigare troligen funnits i Östra Ämterviks kyrka.

### Orgel
- 1922 byggde Nordfors & Co en orgel med 12 stämmor.
- En orgel med 14 stämmor installerades 1966 och är tillverkad av A. Magnusson Orgelbyggeri AB. Tillhörande orgelfasad är ritad av arkitekt Bertil Palm i Karlstad. Den är mekanisk.

| Huvudverk I   | Svällverk II      | Pedal        | Koppel |
| Rörflöjt 8’   | Gedackt 8’        | Subbas 16’   | I/P    |
| Principal 4’  | Täckflöjt 4’      | Principal 8’ | II/P   |
| Waldflöjt 2’  | Principal 2’      | Pommer 4'    | II/I   |
| Mixtur 3 chor | Nasat 1 1⁄3’      |              |        |
|               | Terscymbel 2 chor |              |        |
|               | Regal 8'          |              |        |

### Webbkällor
- Kyrkor i Karlstads stift Del II, Utgiven av Värmlands Museum och Karlstads stift, 2008, ISBN 91-85224-72-3
- byggnadspresentation
- anläggningspresentation